# Теорија животног простора
Теорија животног простора се супротставља теорији трајног мира. Њен основни аргуменат је био тај да неки народи живе у таквим околностима да немају услове за живот тј. да немају довољно пространу територију. Дакле, они теже проширењу територија. Ова теорија се заснива на ревизионизму (били су незадовољни Версајским уговором). Носиоци те идеје су били Немачка и Италија.
1. Немачка (националсоцијалисти) - Немачки народ који је наводно израз најбоље расне снаге и лепоте (аријевска раса) живи на пренасељеном простору и своје сјајне особине не може да оствари јер нема довољно простора па мора да тражи нове богате рејоне.
2. Италија (фашизам) - Италијански народ је, по њима, згуснут на Апенинском полуострву које је сиромашно рудама, па ширење на друга пространства представља питање живота и смрти. Они су сматрали да се италијански животни простор налази на средоземљу и Африци (Римско царство). Њихова идеологија се заснива на историји. У целој тези о животном простору сакривала се жеља за империјом по цену рата.